# Slut (pril)
Slut (tysk Schlütt, nordfrisisk: di Slüt) er en tidevandsstrømme (pril) i Vadehavet beliggende ude foran færge-byen Slutsil ved den nordfrisiske kyst i det nordlige Tyskland. Prilen passerer halligerne Grøde og Øland og munder efter flere hundred meter i Sønderaaen. Navnet er afledt af nordfrisisk slüt.